# Hellings Mwakasungula
Hellings Mwakasungula (né le 5 mai 1980 à Lilongwe au Malawi) est un joueur de football international malawite, qui évoluait au poste de milieu de terrain.

## Biographie

### Carrière en sélection
Il reçoit 28 sélections en équipe du Malawi, inscrivant trois buts, entre 2004 et 2011.
Il participe avec l'équipe du Malawi à la Coupe COSAFA en 2009. Le Malawi atteint les quarts de finale de cette compétition, en étant battu par le Mozambique.
Il participe ensuite avec l'équipe du Malawi à la Coupe d'Afrique des nations 2010 organisée en Angola. Lors de cette compétition, il joue trois matchs : contre l'Algérie, l'Angola, et le Mali.
Le 9 juillet 2010, il inscrit un but lors d'un match contre le Togo, rentrant dans le cadre des qualifications à la Coupe d'Afrique des nations 2012.
Il dispute quatre matchs comptant pour les éliminatoires du mondial 2006, et 14 matchs comptant pour les éliminatoires du mondial 2010, avec pour résultats quatre victoires, deux nuls et huit défaites.

## Palmarès
Silver Strikers
- Championnat du Malawi (4) :
  - Champion : 2009-10, 2011-12, 2012-13 et 2013.

- Coupe du Malawi (2) :
  - Vainqueur : 2007 et 2014.
  - Finaliste : 2012 et 2013.